# 多瑞亞斯
在托爾金的中土大陸裡，多瑞亞斯（Doriath）是辛達族（Sindar）精靈的領土，辛達族精靈的國王是埃盧·庭葛（Elu Thingol）。多瑞亞斯即是「柵欄之地」，因為美麗安（Melian）設下了魔法環帶，除了國王庭葛離開，否則無人能夠進入多瑞亞斯。
"A dark and hidden king did dwell,

Lord of the forest and the fell;

And sharp his sword and high his helm,

The king of beech and oak and elm." 

## 地理
多瑞亞斯是森林地區，鄰接西瑞安河（River Sirion）及其東面的支流：明代布河（Mindeb）、斯卡督印河（Esgalduin）及阿羅斯河（Aros）。奈爾多雷斯（Neldoreth）、尼弗瑞姆（Nivrim）等森林都在多瑞亞斯。還有，貝西爾（Brethil）森林及艾莫斯谷森林（Nan Elmoth）都屬於多瑞亞斯，這兩個地方卻在魔法環帶以外。埃盧·庭葛視整個貝爾蘭為他的領土。多瑞亞斯的中央地帶是天然景觀，有一個佈滿洞穴的大山，埃盧·庭葛及矮人在這裡建造了一個不可思議的城市，叫明霓國斯 Menegroth（千石窟宮殿）。

## 历史

### 第一纪元前
精靈由庫維因恩（Cuiviénen）前往阿門洲（Aman）時亦通過明霓國斯。芬威（Finwë）和諾多精靈曾在此住過一段時間。他們抵達伊瑞西亞島（Tol Eressëa），這時，帖勒瑞族（Teleri）也到達了。埃盧·庭葛卻於艾莫斯谷迷失了，部分人也留下了。他們就是辛達族（Sindar）精靈，埃盧·庭葛成為他們的國王，統治多瑞亞斯。
多瑞亞斯原名是埃戈拉多（Eglador），意思是「精靈之地」。第一紀元前，多瑞亞斯受到魔苟斯的半獸人攻擊。美麗安以霧陣抵禦。埃盧·庭葛率領弓箭手於邊界迎擊。在矮人的協助下，他的精靈軍隊都配備斧頭、長矛、長劍、甲衣及盾。埃盧·庭葛並召集所有辛達族精靈到多瑞亞斯，但仍有許多精靈留在荒野。在第一次會戰（First Battle of Beleriand）後，許多綠精靈（Green Elves）及亞維瑞（Avari）都來到多瑞亞斯。
黑暗精靈伊奧（Eöl）移居到艾莫斯谷，打造了安格拉赫爾劍（Anglachel）送給埃盧·庭葛。
貝磊勾斯特（Belegost）及諾格羅德（Nogrod）的矮人協助修建明霓國斯，明霓國斯是埃盧·庭葛的都城。
埃盧·庭葛將露西安置在明霓國斯前門的大山毛櫸樹中，防止她和貝倫（Beren）會面。愛斯卡督印河上的巨大石橋是唯一的入口。除了使用橋樑及船隻，西瑞安河及支流愛斯卡督印河都不可能通過。

### 第一纪元
第一紀元初，諾多精靈返回中土大陸。多瑞亞斯的邊界因須準備防禦魔苟斯而要關閉。埃盧·庭葛只允許費納芬（Finarfin）的兒女通過。
其後，人類也抵達貝爾蘭，他們並不允許進入多瑞亞斯，但在芬羅德·費拉剛的要求下，准許哈萊斯族人住在貝西爾。
巴拉漢（Barahir）之子貝倫（Beren）通過了魔法環帶，抵達奈爾多雷斯（Neldoreth）。埃盧·庭葛女兒露西安與他相戀。精靈寶鑽任務結束後，巨狼卡黑洛斯（Carcharoth）也通過了魔法環帶。但埃盧·庭葛、貝倫、神犬胡安（Huan）及埃盧·庭葛的將領畢烈格（Beleg）和梅博隆（Mablung）擊殺了巨狼。
胡林（Húrin）及莫玟（Morwen）之子圖林被派到多瑞亞斯，並居住在這裡，他在一場致命的爭吵後逃離。後來，他的母親及妹妹妮諾爾（Nienor）也移居多瑞亞斯，直至去尋找圖林並失蹤。
芬羅德·費拉剛的國度敗亡後，胡林將納國斯隆德（Nargothrond）的寶藏帶到多瑞亞斯。埃盧·庭葛委託諾格羅德的矮人以項鍊諾格萊迷爾（Nauglamír） 結合貝倫和露西安的精靈寶鑽。矮人垂涎於項鍊，殺死埃盧·庭葛，並偷去項鍊逃遁。大部分矮人被殺，項鍊被奪回。多瑞亞斯在貝倫及露西安之子迪歐（Dior）的統治下，國力稍微恢復，但他在皇室相殘中被殺。多瑞亞斯遭到廢棄，直至在憤怒之戰（War of Wrath）被摧毀。